# Hockey Club Avignon
Les Castors d'Avignon sont un club français de hockey sur glace créé en mai 1969. Il a existé sous plusieurs formes.
Le premier club, d'abord familial, a évolué de 2003 à 2011 en Division 1 (qui correspond au second niveau en France). Son nom officiel était l'Olympique Hockey Club d'Avignon. Ce club a été liquidé le 1er juillet 2011 par le tribunal de commerce.
Dès la saison 2011-2012, l'Organisation Hockey Mineur Avignon prend le relais pour ce qui concerne les jeunes. Ce club prend en 2013 le nouveau nom de Hockey Club d'Avignon et adopte un nouveau logo.
Un nouveau club adulte se forme aussi, avec le même logo, qui évolue en D4 (2011-2012) puis monte en D3 (2012-2014). Il devient champion de France de D3 en 2014. Son nom officiel est Hockey Majeur Avignon Vaucluse.

## Présentation du club

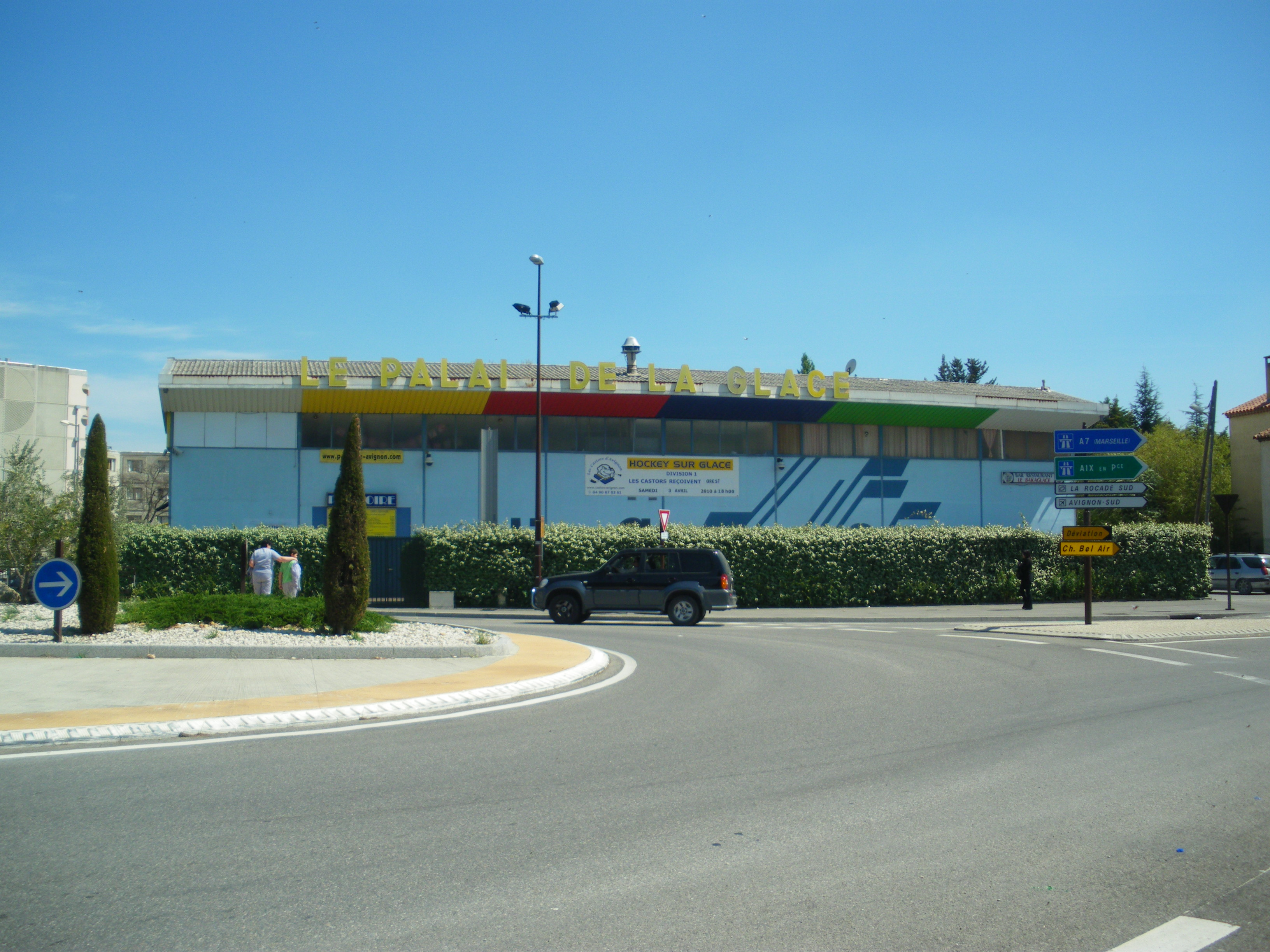
Patinoire d'Avignon, siège des Castors

Logo :

Ancien logo des Castors

### Équipe dirigeante
- Président : Philippe Rollet

### Effectif
| No    | Nom                | Nat. | Position       | Arrivée                           |
| ----- | ------------------ | ---- | -------------- | --------------------------------- |
| +001, | Anthony Durbin     |      | Gardien de but | 2016 - Diables rouges de Briançon |
| +022, | Baptiste Bonnet    |      | Gardien de but | Formé au club                     |
| +022, | Jérémy Cregut      |      | Gardien de but | Formé au club                     |
| +008, | Damien Ribourg     |      | Défenseur      | 2005 - Dragons de Rouen U22       |
| +013, | Johann Tilmant     |      | Défenseur      | Formé au club                     |
| +016, | Maxence Jahant – A |      | Défenseur      | Formé au club                     |
| +017, | Thibault Roux      |      | Défenseur      | Formé au club                     |
| +018, | Rémy Brugier       |      | Défenseur      | Formé au club                     |
| +003, | Sasha Herzog       |      | Attaquant      | Formé au club                     |
| +004, | Maxime Henry       |      | Attaquant      | Formé au club                     |
| +005, | Patrice Lascombe   |      | Attaquant      | Formé au club                     |
| +006, | Denis Charpentier  |      | Attaquant      | 1993 - Nîmes                      |
| +007, | Joël Donnedu       |      | Attaquant      | Formé au club                     |
| +009, | Jérémie Deserti    |      | Attaquant      | 2019 - Hormadi Anglet U20         |
| +010, | Jérémy Malaval – A |      | Attaquant      | 2012 - Vipers de Montpellier U22  |
| +011, | Baptiste Mouiren   |      | Attaquant      | Formé au club                     |
| +012, | Jonathan Bonet     |      | Attaquant      | Formé au club                     |
| +014, | Alban Janny – C    |      | Attaquant      | 2014 - Ducs de Dijon U22          |
| +015, | Thomas Richard     |      | Attaquant      | Formé au club                     |
| +019, | Cyril Cassan       |      | Attaquant      | 2014 - Ducs de Dijon U22          |

## Palmarès
- Champion de France de Division 2 en 2002-2003
- Demi-finaliste du Champion de France de Division 1 en 2008-2009 (3e place du championnat)
- Champion de France de Division 3 en 2013-2014.

### Résultats saison par saison
| Saison    | Division | Classement | Phase Finale | Note                                          |
| --------- | -------- | ---------- | ------------ | --------------------------------------------- |
| 1999-2000 | N2A      | 5e         | 2e (PD)      | Maintien en N2                                |
| 2000-2001 | Div 2    | 6e         | 6e (PD A)    | Repêchage en Div 2 (Passage Div 2 à 20 clubs) |
| 2001-2002 | Div 2    | 12e        | 21e          | Maintien en Div 2                             |
| 2002-2003 | Div 2    | 1er        | 1er (PO)     | Promotion en Div 1                            |
| 2003-2004 | Div 1    | 5e         | 1er (PD)     | Maintien en Div 1                             |
| 2004-2005 | Div 1    | 7e         | 6e (PD)      | Maintien en Div 1                             |
| 2005-2006 | Div 1    | 4e         | 6e (PO)      | Maintien en Div 1                             |
| 2006-2007 | Div 1    | 5e         | 1er (PD)     | Maintien en Div 1                             |
| 2007-2008 | Div 1    | 5e         | NQ           | Maintien en Div 1                             |
| 2008-2009 | Div 1    | 5e         | 3e (PO)      | Maintien en Div 1                             |

| Saison    | Division | Note                  |
| --------- | -------- | --------------------- |
| 2011-2012 | Div 4    | Promotion en Div 3    |
| 2012-2013 | Div 3    | Maintien en Div 3     |
| 2013-2014 | Div 3    | Promotion en Div 2    |
| 2014-2015 | Div 2    | Maintien en Div 2     |
| 2015-2016 | Div 2    | Maintien en Div 2     |
| 2016-2017 | Div 2    | Relégué en Div 3      |
| 2017-2018 | Div 3    | -- Saison en cours -- |